# Mafamude
Mafamude is een plaats (freguesia) in de Portugese gemeente Vila Nova de Gaia en telt 38.940 inwoners (2001).